# Titularbistum Lorea
Lorea ist ein ehemaliges Titularbistum der römisch-katholischen Kirche.  Es geht zurück auf ein früheres Bistum in der römischen Provinz Arabia Petraea im heutigen Jordanien. Das Bistum gehörte der Kirchenprovinz Bostra an.
| Titularbischöfe von Lorea |                             |                                                |                  |                   |
| Nr.                       | Name                        | Amt                                            | von              | bis               |
| 1                         | Dionisio Dolfin             | Koadjutorpatriarch von Aquileia (Italien)      | 8. Februar 1698  | 20. Juli 1699     |
| 2                         | Paweł Konstanty Dubrawski   | Weihbischof in Przemyśl (Polen)                | 5. Oktober 1699  | September 1714    |
| 3                         | Vencel Soich (Vencel Soić)  | Altbischof von Senj-Modruš (Österreich-Ungarn) | 26. Oktober 1875 | 11. Januar 1891   |
| 4                         | José María Carpenter Aponte | Weihbischof in Lima (Peru)                     | 4. Juni 1891     | 3. Juni 1905      |
| 5                         | Thomas Edmund Molloy        | Weihbischof in Brooklyn (USA)                  | 28. Juni 1920    | 21. November 1921 |
| 6                         | Johann Evangelist Müller    | Apostolischer Vikar in Schweden (Schweden)     | 9. Oktober 1922  | 29. Juni 1953     |